# Горобець Олександр Олександрович
Олекса́ндр Олекса́ндрович Горобе́ць (25 січня 1950, в с. Джурин, Шаргородський район, Вінницька область — 21 березня 2025) — журналіст, політолог, письменник. Головний редактор газети «Правда Украины» (1991—1998 рр.). Заслужений журналіст України (1995 р.), член Національної спілки письменників України (2012 р.).Доцент кафедри журналістики Відкритого міжнародного університету розвитку людини «Україна».

## Освіта
Закінчив факультет журналістики Київського державного університету імені Т. Г. Шевченка (1979 р.) і Вищу партійну школу при ЦК Компартії України (1981 р.).

## Кар'єра
Працював у обласних газетах «Комсомольське плем'я» та «Вінницька правда», м. (Вінниця).
Із липня 1981 року в редакції газети «Сільські Вісті». Власний кореспондент по Хмельницькій, Тернопільській та Чернівецькій областях. Із липня 1982 року по квітень 1987-го — член редколегії, завідувач відділу сільського господарства газети «Сільські вісті».
У квітні 1987-го перейшов на роботу до редакції газети «Правда Украины»: власкор по Херсонській, Кримській, Одеській областях, спецкор при головному редакторові, завідувач аграрного відділу. 25 вересня 1991 року, вперше у практиці центральних газет України, зборами журналістів видання (66 — «за», троє — «проти») обраний головним редактором газети «Правда Украины». На цій посаді працював до 1998 року.
У 2000—2002 роках власний кореспондент московських Інтернет газет Правда. Ру та Утро. Ру по Україні.
З 2001 року видавав приватну газету «Резюме», ілюстрований журнал «Технопарк».
Працював помічником-консультантом ряду народних депутатів України.
Із квітня 2005 року прес-секретар Міністра, начальник управління патронатної служби в Міністерстві аграрної політики України.
З січня 2008 року — помічник Міністра, прес-секретар, директор Департаменту інформаційно-аналітичного та організаційного забезпечення, член Колегії Міністерства вугільної промисловості України. Державний службовець 4 рангу.
Заслужений журналіст України з 1995 року.
Член Національної спілки письменників України з 2012 року.
Доцент факультетужурналістики Відкритого міжнародного університету розвитку людини «Україна».
Удостоєний Золотої медалі української журналістики (2010 р.).
Відомий блогер міжнародної радіостанції «ЭХО Москвы» [Архівовано 9 грудня 2011 у Wayback Machine.]
Політолог телеканалу 112.ua. З червня 2016 р. припинив співпрацю з телеканалом на знак протесту того, що в його ефірі вдвоє з попереднім часом збільшено москомовний контент.
Буквально з перших номерів газета «Правда Украины» під керівництвом Олександра Горобця стала демонструвати зразки незалежної, демократичної журналістики, для якої немає заборонених тем. Приміром, уже 15 лютого 1992 року видання друкує статтю Олександра Горобця «Чому в української гривні канадська прописка?»
Публікація розкривала таємницю друкування національної валюти України чомусь в Оттаві, однією з тамтешніх місцевих фірм, яка практично не мала належних потужностей для виконання цього відповідального завдання, і саме там по суті, на догоду деяким політикам, почав будуватися своєрідний український монетний двір. Чому саме там, хто цьому конкретно сприяв, у який спосіб?
Стаття викликала надзвичайно великий резонанс у молодій державі, яка лише виходила з летаргічного комуністичного сну. Для з'ясування обставин цього серйозного публічного розголосу, який улаштувала «Правда Украины», вперше в практиці роботи Верховної Ради України було створено спеціальну тимчасову слідчу комісію.
Комісія працювала впродовж майже двох каденцій діяльності парламенту, але остаточних результатів, висновків не оприлюднила. Позаяк усі матеріали тимчасової слідчої комісії Верховної Ради одного дня банально засекретили.
Під керівництвом Олександра Горобця «Правда Украины» стала першим у незалежній державі центральним виданням, яке оголосило про свою опозиційність до чинної влади на чолі з Л. Кучмою. Друкувала гострі, критичні статті проти владного режиму. Розкривала механізми виводу державних коштів за кордон. Називала поіменно крадіїв та розтягаїв народного добра.
У січні 1998 року за наказом… Міністерства інформації України протиправно «…призупинено випуск газети „Правда Украины“», позаяк будь-яке видання в Україні, відповідно до чинного Основного Закону держави, як відомо, можуть закрити лише дві інстанції — засновник(и) і суд. Головного редактора Олександра Горобця — протизаконно затримано, а потім заарештовано. За громадянську позицію, публікацію матеріалів на сторінках опозиційного видання, які розвінчували корупцію чиновників і казнокрадів, допускали свавілля щодо розвитку демократії і свободи слова.
Перед закриттям видання добовий наклад газети «Правда Украины» становив 632 тисячі (!) примірників, що є рекордним для незалежної України.

## Воля за сприяння депутатів Європарламенту
4 лютого 1999 року Верховна Рада України створює тимчасову слідчу комісію щодо з'ясування обставин затримання й арешту Олександра Горобця, головного редактора газети «Правда Украины», яка мала найбільший передплатний тираж у незалежній Україні і стала в опозицію до режиму Л. Кучми.
Звільнитися з ув'язнення Олександрові Горобцю вдалося лише за втручання депутатів Європарламенту, особистої участі доповідача (англ. European Parliament) — Парламентської Асамблеї Ради Європи по Україні Ганне Северінсен, яка разом із ще двома депутатами Європарламенту відвідала головного редактора опозиційного видання в Лук'янівському СІЗО.
Суд довів цілковиту абсурдність висунутих обвинувачень проти головного редактора. Тривалий час Олександр Горобець був підданий гонінням через громадянську й журналістську позицію. Тому доводилося працювати в зарубіжних ЗМІ.

## Творчість
Олександр Горобець автор публіцистичних, літературно-художніх книжок «Босиком по битому стеклу» -2003 р., «Родинна колиска — Джурин» (2008 р.) — 2008 р.,
У березні 2010 року вийшла друком чергова художня книжка «Заручник спокуси, або Записки гламурного коханця». Як висловилися рецензенти щодо цього твору — з-під пера автора з'явився «маленький український Декамерон».
У вересні 2014 року вийшла у світ книга публіцистики Олександра Горобця «Свічка на вітрі», яка знайшла широку підтримку в критиків.

### Книга «Постаті з вирію»
У кінці 2016 року з'являється книга письменницьких розслідувань Олександра Горобця щодо доль забутих імен українців, яким місце серед справжніх героїв — «Постаті з вирію». Видана вона на кошти Київської міськдержадміністрації, як переможець конкурсу рукописів серед письменників столиці (твір набрав 42 бали серед 50 можливих, значно випередивши всіх інших). Це есеї про гуцула, поліглота, доктора права, сотника Української галицької армії, автора унікального трактату «За права мови» Романа Домбчевського, його дружини Ірени, громадської активістки, журналістки, управительки шпиталю Українських січових стрільців, яка доглядала, лікувала в останні місяці його життя — Івана Франка. Книга розкриває перепитії війни людожерної радянської держави проти таланту письменника, автора сценаріїв культових кінофільмів, зокрема, показового — «Трактористи» — Аркадія Добровольського. В есеї подаються стосунки політв'язня з рядом унікальних і знакових фігур нашого життя. Вперше в українській літературі начебто наживо з сорокових років минулого століття звучать голоси українців, які опинилися між молотом і наковальнею — були військовополоненими, працювали на рейх по добровільному найму, знаходилися в концентраційних таборах. О. Горобець досліджує і подає прямим текстом гранки окремих статей, листи до редакції газети «Українська дійсність», яка в роки Другої світової війни видавалася в Берліні.

### Творчі діяльнсть 2019-го
У травні 2019 року, у відомому тернопільському видавництві «Підручники і посібники», вийшла друком редагована О. Горобцем, він же ж і упорядник її, книга — літературний збірник статей, озаглавлений «Великою журналістикою покликані», ISBN 978-966-07-3438-8. До твору увійшли нариси, новели з життя, бувальщини, есеї, здебільшого авторства Олександра Горобця. Їх героями стали науковці Іван Терефера, Микола Михайлюк, відомі українські журналісти Святослав Крещук з Волині, Василь Перетятько з Січеславщини, Юрій Кичак із лемківського краю Закарпаття, Володимир Просін із Луганщини та інші. Книга розрахована на масового читача, але, без сумніву, насамперед знайде своїх прихильників у середовищі студентів та викладачів відділень і факультетів журналістики вишів.
У кінці 2019 року "Видавничий дім «Моя Вінниччина» видав книгу нарисів, новел із життя та есеїв Олександра Горобця, озаглавлену «Під рясними вишнями». Тут зібрані розповіді про пошуки подільського школярика-пастушка, а згодом і журналіста, слідів великого українського письменника Михайла Коцюбинського, котрий якийсь час мешкав у його рідній стороні. Розслідування щодо класика англійської літератури Джозефа Конрада, який насправді народився в сусідньому селі з батьківщиною письменника О. Горобця, а не там, де пишуть літературні критки, де йому навіть спорудили музей — у зовсім іншій області. Автор розвінчує легенду і про те, що великий український поет Юрій Клен, він же Освальд-Еккард Бурґгардт, сподвижник Максима Рильського по унікальній групі поетів-неокласиків, народився начебто під Старокостянтиновом Хмельницької області, як те захотілося ділкам від культури, а в своїй рідній хаті у селі Сербинівці, поруч зі знаменитою Жмеринкою на Вінниччині. Тут же розміщені оригінальні замітки про лауреата Шевченківської літературної премії України поета Петра Перебийноса, автора книги «Записки сільського єврея» В'ячеслава Шнайдера.
Добру частину книги Олександра Горобця «Під рясними вишнями» складає есея «Йшла Українська Галицька армія Подільським краєм». Зображувані події стосуються сторічної давнини, боротьбі українців за утвердження рідної національної влади і що тому помішало звершитись. Не дивно, що нинішня влада Вінниччини випустила книгу за рахунок бюджету області, твір скеровано до більшості бібліотек міст і сіл регіону.

### «Володіївецьке весілля»
Олександр Горобець — автор ідеї та сценарію унікального креативного торжества — «Володіївецьке весілля», яке прогриміло на всю державу. Воно, за участі письменника, відбулося 15 липня 2019 року в селі Володіївці Барського району Вінницької області з нагоди 119-ліття взяття шлюбу в місцевому храмі Андрієм Лівицьким, майбутнім міністром юстиції УНР, глави Директорії Президентом Української Народної республіки в екзилі (1926—1954 р.) і Марією Ткаченко, згодом відомої письменниці-мемуаристки. Їхні знамениті діти — велика українська поетеса Наталя Лівицька-Холодна, якій Бог відміряв понад 102 роки життя, син Микола Лівицький, як і батько був також главою УНР в екзилі (у вигнанні) (1967—1989).
Цього дня на фронтоні церкви с. Володіївці відкрито пам'ятну меморіальну дошку. Розповідь, як вінчалися молоді в глибинці Поділля у зеніті літа 1900 року, як потрапили сюди, над річку Лядову, описано в бувальщині «Заблудле весілля», котра видрукувана в книзі Олександра Горобця «Під рясними вишнями». Ентузіасти, за участі письменника, вперше в Україні, реконструювали, відтворили величальне торжество через 119 років.
Під завісу 2019-го у Вінницькій обласній друкарні вийшла книга Олександра Горобця «Черешні цвітуть у серці». Це розповідь про розслідування щодо подій 1900 року в селі Володіївці Барського району на Поділлі, де в зеніті того далекого літа взяли шлюб і відгуляли весілля майбутній Президент УНР в екзилі Андрій Лівицький та згодом письменниця-мемуаристка Марія Ткаченко — батьки відомої української поетеси Наталії Лівицької-Холодної, про те, як, власне, відбулася реконструкція того торжества через 119 років улітку 2019-го.
Письменник готує до друку чергові книжки, зокрема, «Замітки політичного натураліста». Статті, есеї, публіцистичні нотатки, які лягли в її основу, мають читацькі відгуки в українських медіа, а також у московських Інтернет-газетах.

### «Не проспімо, браття, ВОЛЮ»
Восени 2021 року Олександр Горобець видав роман у новелах з життя [["Не проспімо, браття, ВОЛЮ", твір підвищеного громадського звучання. Здатний бути тонким і невимушеним зразком сучасної есеїстики, сильвети, коли мала проза перетворюється на публічну євгеніку, котра читачів ненав'язливо навчає мудрощів життя. Вивершені трактати, літературні розвідки переносять нас у часи життя і діянь великого українського патріота і мецената Євгена Чикаленка, першого президента УНР в екзилі Андрія Лівицького і його дружини, мемуаристки Марії Ткаченко, їхньої дочки, відомої української поетеси, майстрині ліричної та еротичної поетики Наталії Лівицької-Холодної, розкривають душу і настрої, людські і чоловічі симпатії неперевершеного майстра краснописьменства Власа Самчука, характеризують життєву трагедію і возвеличують віршописний подвиг незрівнянного бояна Михайла Драй-Хмари. На рівні цих солідних історико-літературних досліджень зовсім не губляться, навпаки, доповнюючи їх теплотою уявлень і образністю мислення далеко не рядові оповідки з нашого життя — «Зряча душа сліпої тітки Сандри», «Ювілей сивої горлиці», «Любили хлопці дівчат», «Теплі люди із Тиврова», «Тіні світлого дому». Або ж трагічна новела поки що без логічного кінця, на якого очікує все українське суспільство «Журавель, над яким плакали зорі». Йдеться про вояка, старшого сержанта Ярослава Журавля, якого армійці покинули на полі бою…
Роман у новелах Олександра Горобця «Не проспімо, браття, ВОЛЮ» зовні начебто немає єдиного головного героя. Але всі оповіді мають одне національне коріння і є складовими боротьби за єдину незбориму українську державу. За її волю і самостійність, світову славу…

### Роман «Монастирська праля»
У другій половині лютого 2024 року в одній з друкарень Луцька вийшов друком новий роман Олександра Горобця «Монастирська праля». Багатогранна епічна картина життя людей однієї з мало досліджених краснописьменством, описаних національною літературою територій України — міжріччя Південного Бугу і Дністра, котра в часи Другої Світової війни потрапила під окупацію боярською Румунією і носила назву Трансністрія. Автор яскраво подає образи життя і боротьби молодих людей цього краю проти загарбників у кращій мовній оздобі українського письменства. Усе це відбувається на тлі хвилюючої розповіді про історію життя головної героїні роману Марти Загривої, яка є продуктом свого часу — корчастим мажором періоду дрімучої радянщини. Її батько, колишній підпільник і фронтовик Сергій Іванович Загривий правдами-неправдами добивається того, щоб його козирна дочка навчалася на престижному факультеті журналістики МДУ імені М. Ломоносова у білокам'яній. Цим самим поселивши в душі дочки почуття власної вищості, кращості за інших, завищеної самооцінки особистісних якостей, гоноровитості, зарозумілості.
Ось куди може завести це почуття максимальної переоцінки власних особливостей і розповідає роман «Монастирська праля». Позаяк на нещастя дівчина попри все ще й серйозно закохується. І, здавалося б, на здоров'я. Тільки ось заковика: у радянському суспільстві зустрічатися, любитися, виходити заміж можна за всіх, окрім… іноземців. А її обранець родом із Північної Африки. З багатої середньоморської родини. Недремне КГБ таємно запише всі полюбовні секрети молодих і передасть їх до гестапівського відділу ідеологічного підрозділу цк кпрс на Старій площі в Москві, куди й викликали батька Марти, редактора районної газети.
З цього, власне, і почався крах дівочої гордині, який призводить до того, що її життєвий корабель зазнав нищівного краху.
Коханого Джамала, тим часом, попід білі ручки провели на вечірній рейс до туманної і запаморочливої Касабланки, з забороною будь-коли надалі ступати на землю Союзу. У Марти народився син. Батьки з розпуки дочасно пішли з життя: казали люди, що дочка довела. І ось недоторкана красуня закидає зашморг на верхню бантину батькового гаража у райцентрі. Хто і що її врятує? І чи є тут вихід для майбутнього життя?
У творі стільки тонкощів, нюансів, присмаків, тіней і відтінків, врунистих життєвих колізій, що ви точно окремі розділи перечитуватимете не один раз.

## Відзнаки
- За книгу «Свічка на вітрі» удостоєний Міжнародної літературної премії у галузі літератури і публіцистики імені Уласа Самчука за 2016 рік. Вручення Диплома і медалі Уласа Самчука відбулося 21 лютого 2017 року в м. Шумськ Тернопільської області, де працює неподалік у селі Тилявка літературно-меморіальний музей письменника У. Самчука.
- Книга Олександра Горобця «Великою журналістикою покликані» (2019 р.) удостоєна Диплому лауреата 20-го загальнодержавного конкурсу «Українська мова — мова єднання».